# SummerSlam (2013)
SummerSlam (2013) — двадцать шестое в истории шоу SummerSlam, PPV-шоу производства американского рестлинг-промоушна WWE. Шоу состоялось 18 августа 2013 года в Лос-Анджелесе, Калифорния, США на арене «Стэйплс-центр».

## Предыстория

### Джон Сина против Дэниела Брайана
На PPV Money in the Bank Джон Сина победил Марка Хенри и защитил свой титул Чемпиона WWE. На Raw от 15 июля новый Генеральный менеджер Raw Брэд Мэддокс объявил, что он впервые в истории позволяет Сине выбрать себе оппонента, с которым он будет драться на PPV SummerSlam за титул Чемпиона WWE. Позже вечером после опроса публики Джон Сина выбрал себе в оппоненты на PPV SummerSlam Дэниела Брайана. На Raw от 22 июля состоялось подписание контракта между ними на их матч на PPV SummerSlam. Подписание прошло спокойно, без драк. Тем же вечером Дэниел Брайан соревновался в трёх матчах подряд. В третьем матче он бился с Райбеком. В конце матча Райбек провёл Пауэрбомбу Брайану на стол, что привело к дисквалификации. Сразу после этого выбежал Джон Сина и начал избивать Райбека, и тем самым он спас Брайана. После этой драки Сина сказал, что на следующем Raw он будет биться с Райбеком в матче со столами. Позже это подтвердил Генеральный менеджер Raw Брэд Мэддокс. А Винс Макмэн назначил ещё один матч на следующее Raw, где Дэниел Брайан будет биться с Кейном.
На Raw от 22 июля Джон Сина победил Райбека в матче со столами после Коррекции Поведения (англ. Atittude Adjusment) на стол, а Дэниел Брайан победил Кейна в одиночном матче после неудачной попытки Кейна сделать Чок Слэм и сворачивания от Брайана. После матча Кейн сделал Дэниелу Чок Слэм. На Raw от 5 августа во время сегмента между Джоном Синой, Дэниелом Брайаном, Рэнди Ортоном и Щитом, вышел Генеральный менеджер Raw Брэд Мэддокс и назначил главное событие вечера — командный матч 3x3: Джон Сина, Рэнди Ортон и Дэниел Брайан против Щита. В этом матче победили фейсы по дисквалификации после нападения всех участников Щита на Дэниела Брайана. После того, как Щит ушли, Рэнди Ортон провёл RKO сначала Брайану, потом Джону Сине, а затем ушёл. После этого на ринг снова вышли Щит, сначала Роман Рейнс провёл Сине Гарпун, а после этого Дин Эмброус и Сет Роллинс начали избивать Дэниела Брайана, а в конце все участники Щита провели Брайану Тройную Пауэрбомбу.
На Raw от 12 августа Брэд Мэддокс был судьёй в матче Дэниела Брайана и Уэйда Баррета. Брайан матч проиграл после того, как Мэддокс очень быстро отсчитал до трёх. Позднее вышел Винс Макмэн и стал обсуждать концовку этого матча. Он вызвал Брэда Мэддокса и тот вышел на ринг. Винс спросил Мэддокса, почему он так сделал. Мэддокс сказал, что хочет судить и матч на PPV SummerSlam между Джоном Синой и Дэниелом Брайаном за Чемпионство WWE. Макмэн на это согласился, но тут заиграла музыка Игрока, и он вышел на ринг. Игрок сказал, что он будет судить матч Джона Сины и Дэниела Брайана на PPV SummerSlam за титул Чемпиона WWE и сделал Брэду Мэддоксу Педигри. Позднее на этом же шоу Джон Сина и Дэниел Брайан были гостями шоу Miz-TV. В начале шоу Миз спросил их, что они думают о назначении судьи Игрока в их поединке. Оба сказали, что положительно относятся к этому решению. Далле Миз начал провоцировать Брайана и сказал, что Сина его не уважает. Дэниел Брайан не хотел это слушать и сказал Мизу заткнуться, и тот Дэниела послушал. После этого Брайан сказал, что он ненавидит таких людей, как Сина. Потом Брайан показал пальцем на свою футболку и сказал, что Джон — это пародия на рестлера. На это Сина сказал, что побеждал многих легенд рестлинга, которых не победил Дэниел и сказал, что если в воскресенье Брайан сможет его победить, он заслужит от него уважение. На это Брайан сказал, что по японской традиции рестлеры перед их матчами бьют друг друга по лицу. Но Дэниел не станет этого делать, поскольку считает, что Сина не рестлер, и он не заслуживает быть чемпионом. Но после этого Сина дал сильную пощёчину Дэниелу Брайану. Потом вышел Игрок и начал успокаивать обоих соперников. И тут внезапно на рампу вышел Рэнди Ортон и поднял свой чемоданчик. На этом шоу Miz-TV закончилось.
На SmackDown! от 16 августа Дэниел Брайан выиграл у Уэйда Барретта в матче без дисквалификаций. Этот матч описывают, как один из лучших для Уэйда в WWE. Брайан получил огромную поддержку публики. После того, как Дэниел поймал Барретта в Йес-лок, Винс Макмэн, который вышел заранее к рингу, скинул рефери с ринга. Это разозлило Брайана, который искал кувалду. Макмэн зовет нового рефери, выходит Брэд Мэддокс, но Брайан этому недоволен и пытается прогнать его с ринга. После этого Дэниел пытается удержать Барретта, но Мэддокс не начинает отсчет. Брайан ломает Барреттом стол, и Мэддокс уходит с ринга. После этого на ринг выходит Игрок в майке рефери. Брайан делает хэдбатт Уэйду, и Игрок присуждает победу Брайану. И тут начинает играть музыка Рэнди Ортона, но сам Рэнди так и не появился.

### СМ Панк против Брока Леснара и Пола Хеймана
На PPV Money in the Bank  в матче «Всех Звёзд» за контракт Деньги в Банке на чемпионский матч за титул Чемпиона WWE Дэниел Брайан уже почти готов был снимать кейс, но тут внезапно на ринг выбежал один из клиентов Пола Хеймана Кёртис Аксель со стулом в руках, скинул Брайана с лестницы и начал избивать. После ударов стулом от Кёртиса Брайан выкатился за ринг, и Аксель сделал Брайану свой коронный финишер. Другой клиент Хеймана, СМ Панк, на это не очень обрадовался и провёл GTS Акселю. После этого вышел сам Пол Хейман. Сначала он накричал на Акселя, а потом стал поддерживать СМ Панка. Когда Панк был уже вверху лестницы, Хейман взял ещё одну лестницу, которая стояла рядом, и три раза ударил ей Панка, тем самым предав его (из-за третьего удара лестницей у Панка было наложено тринадцать швов на голове).
На Raw 15 июля СМ Панк вызвал на ринг Пола Хеймана. Тот вышел и назвал Панка не клиентом, а ребёнком в его руках, и сказал, что Панк был только марионеткой, что всё чего он достиг, это он запланировал, и что он «не лучший в мире». После этого на ринг вышел Брок Леснар. Хейман подошёл сзади Панка и ударил его. И тогда Леснар начал избивать Панка. В конце Леснар сделал Панку свой коронный F-5 на комментаторский стол, вследствие чего у Панка были сломаны несколько ребер.
На Raw от 22 июля СМ Панк общался с Полом Хейманом через сателлит в прямом эфире. Во время диалога СМ Панк бросил вызов Броку Леснару на матч на PPV SummerSlam. В конце Пол Хейман принял вызов СМ Панка от имени своего клиента — Брока Леснара.
На Raw от 5 августа Панк бился с Кёртисом Акселем. Потом он напал на Хеймана, что привело к дисквалификации. После этого на ринг вышел Брок Леснар и начал драться с Панком. Потом СМ Панк взял железный стул, попытался ударить им Хеймана, но Леснар, который стоял сзади Панка, не дал ему этого сделать, отобрал у него стул, и сам ударил «лучшего в мире» стулом. На Raw от 12 августа должен был состояться матч между СМ Панком и Полом Хейманом. Сначала на ринг вышел Пол Хейман, который вызвал Брока Леснара. Леснар вышел на ринг и на экране показали проморолик Леснара о том, что он сделал с Панком. После этого Хейман сказал, что сегодня будет гандикап матч между Полом Хейманом и Броком Леснаром против СМ Панка. Тут заиграла музыка СМ Панка, но он не вышел, а вместо этого выбежал сзади ринга, отобрал у оператора камеру и начал бить ей Леснара. Потом Панк взял стул и тоже ударил им Леснара несколько раз. После этого Панк пытался ударить и Пола Хеймана, но тот убежал и вместо него на ринг выбежал Кёртис Аксель. СМ Панк ударил его стулом и провёл ему «Go To Sleep»..

### Альберто Дель Рио против Кристиана
На PPV Money in the Bank Альберто Дель Рио победил Дольфа Зигглера по дисквалификации после вмешательства Эй Джей Ли и сохранил свой титул Чемпиона мира в тяжёлом весе.
На Raw от 15 июля Брэд Мэддокс назначил матч-реванш между Дель Рио и Зигглером. На SmackDown! от 19 июля Рэнди Ортон одержал победу над Чемпионом мира в тяжелом весе Альберто Дель Рио. На SmackDown! от 26 июля Дель Рио победил Роба Ван Дама. На Raw от 29 июля Кристиан победил Дель Рио.
На SmackDown! от 2 августа Альберто Дель Рио сказал, что он тоже хочет выбрать себе оппонента на матч за титул Чемпиона мира в тяжёлом весе на PPV SummerSlam, как это сделал Джон Сина. Дель Рио выбрал себе в оппоненты своего ринганонсера — Рикардо Родригеса, а затем и Бруклинского Дебошира. Но Генеральный менеджер SmackDown! Вики Герреро была против такой идеи и назначила поединок «Тройная угроза» между Рэнди Ортоном, Кристианом и Робом Ван Дамом за бой за титул Чемпиона мира в тяжёлом весе на PPV SummerSlam. В матче победу одержал Кристиан и стал претендентом № 1 на бой за титул Чемпиона мира в тяжёлом весе.
На SmackDown! от 9 августа Кристиан победил Альберто Дель Рио в нетитульном матче. После матча Дель Рио попытался атаковать Кристиана, но тот увернулся и провёл Альберто Киллсвич. На SmackDown! от 16 августа после матча Кристиана против Дэмиена Сэндоу, в котором победил первый, Альберто Дель Рио снова напал на Кристиана и попытался провести ему Кросс Армбрейкер, но Кристиан увернулся и снова провёл Альберто Киллсвич.

### Коди Роудс против Дэмиена Сэндоу
14 июля на PPV Money in the Bank в матче с лестницами за контракт «Деньги в Банке» Коди Роудс должен уже был снимать кейс, но ему помешал его лучший друг, партнёр по команде Дэмиен Сэндоу, когда скинул Роудса с лестницы, оставив его с носом, а сам снял синий чемоданчик.
На Raw от 15 июля Роудс напал на Сэндоу после того, как последний проиграл Кристиану, но благодаря рефери, которые едва удерживали Роудса, Сэндоу смог убежать со своим кейсом в толпу фанов. На SmackDown! от 19 июля Сэндоу пригласил Роудса поговорить о том, что произошло на PPV Money in the Bank и на Raw. Взамен за то, что он сделал, Сэндоу предложил Роудсу быть хранителем его кейса. Потом выходит сам Коди и начинает снова избивать «Сэра деньги в банке» (так называл Сэндоу сам себя), но тот снова смог убежать в толпу. На Raw от 22 июля Сэндоу попытался напасть на Роудса во время матча последнего с Фанданго, но у него ничего не получилось.
На SmackDown! от 26 июля Сэндоу бился с Рэнди Ортоном, а Коди Роудс стоял в рингсайде. Сам Дэмиен этот матч проиграл, а Роудс забрал его чемодан и выкинул в Мексиканский залив. Сэндоу не смог его достать, потому что он не умеет плавать. На Raw от 29 июля после победы Коди Роудса над Уэйдом Барретом вышел Дэмиен Сэндоу и стал обвинять родителей Коди за то, что они плохо воспитали сына. На Raw от 5 августа после того, как Роудс вернул чемодан с контрактом, было объявлено, что на PPV SummerSlam Роудс проведёт бой с Сэндоу.
На SmackDown! от 9 августа Дэмиен Сэндоу представил всем новый вид своего кейса. Позднее этим вечером после матча Кристиана против Альберто Дель Рио Сэндоу попытался закешить свой Money in the Bank контракт на Дель Рио, но ему помешал Роудс, после чего они начали драться. В конце драки Коди Роудс сделал Дэмиену Сэндоу свой коронный Кросс Роудс. На Raw от 12 августа Сэндоу бился с Рэнди Ортоном, а Роудс комментировал этот матч. Чтобы Роудс снова не украл его кейс, Сэндоу приковал чемодан наручниками до угла ринга и забрал ключ. В конце матча Роудс отвлёк Дэмиена, Ортон этим воспользовался и провёл Сэндоу RKO.

### Кейн против Семьи Уайаттов
На Raw от 8 июля Семья Уайаттов совершила дебют в основном ростере WWE и напала на Кейна, после матча последнего с Кристианом. Из-за травмы полученной от Уайаттов Кейн не смог принять участие в Money in the Bank All-stars матче.
На Raw от 29 июля Семья Уайаттов снова напала на Кейна после того, как Красный Монстр проиграл Дэниелу Брайану. На Raw от 5 августа после того, как Эрик Роуэн и Люк Харпер победили Тоны Фанка (Бродус Клэй и Тенсай), Брэй Уайатт провёл Бродусу Клэю свой финишер Сестра Эбигейл и начал говорить своё промо. Внезапно из канатов ударил огонь (как при выходе Кейна), а на экране появился сам Кейн и сказал, что на PPV SummerSlam он будет драться с Брэем Уайаттом, что Эрик Роуэн и Люк Харпер не смогут помочь Брэю, потому что типом их матча будет матч «Ринг в огне».
Последний матч данного типа проходил в конце 2006 года между тем же Кейном и МВП, в котором победу одержал «Большой Красный Монстр».
На Raw от 12 августа после матча Кейна против Тайтуса О’Нила, в котором выиграл Кейн, Уайатты снова попытались напасть на него, но он успел от них уйти. На SmackDown! от 16 августа Брэй Уайатт говорил своё промо Кейну, но тут заиграла музыка самого Кейна, но он не вышел, а выбежал сзади из трибун, стянул Эрика Роуэна с ринга и начал избивать его и Люка Харпера. Когда он вышел на ринг, Брэй Уайатт, который остался, попытался в одиночку избить Кейна, но ему это не удалось, и Большой Красный Монстр начал избивать Брэя и вышедших на ринг Харпера и Роуэна. Но Брэй Уайатт смог сбить Кейна с ног после сильного удара локтем по лицу. После этого Люк Харпер и Эрик Роуэн начали избивать Кейна, а вскоре Брэй Уайатт провёл Кейну поцелуй сестры (финишер).

### Дольф Зигглер и Кейтлин против Эй Джей Ли и Биг И Лэнгстона
На PPV Money in the Bank Дольф Зигглер проиграл матч за титул Чемпиона мира в тяжёлом весе Альберто Дель Рио после того, как Эй Джей Ли ударила Дель Рио своим чемпионским поясом. Эй Джей Ли напала на Дольфа Зигглера после матча (этот матч Зигглер проиграл после того, как Эй Джей Ди вдарила в гонг, Зигглер на это отвлёкся, а Дель Рио сзади вырубил его суперкиком), когда Зигглер попытался успокоить Эй Джей Ли. На ринг выбежал Биг И Лэнгстон и сделал Зигглеру Клоузлайн, а потом ещё и свой коронный Биг Энд.
На SmackDown! от 19 июля Дольф после матча с Джеком Сваггером сказал, что он уже давно должен был бросить Эй Джей Ли, но не делал этого. После этого у Эй Джей Ли началась истерика, и Биг И Лэнгстон едва её успокоил. После этого Эй Джей Ли попыталась поцеловать Лэнгстона, но тот просто обнял её. На Raw от 22 июля после матча Зигглера против Дэррена Янга Биг И Лэнгстон напал на Зигглера, но тот смог убежать. На SmackDown! от 26 июля Зигглер вступил в конфронтацию с Эй Джей Ли и Биг И Лэнгстоном, после чего выбежала Кейтлин и сделала Эй Джей Ли Гарпун, а Дольф Зигглер сделал Биг И Лег Дроп. На Raw от 29 июля Кейтлин победила Эй Джей после Гарпуна. Сразу после этого матча Зигглер боролся с Биг И Лэнгстоном. В этом матче победил Зигглер по дисквалификации после вмешательства Эй Джей, а затем Дольф снова вышел на ринг и сделал Биг И Зигзаг.
На SmackDown! от 2 августа Эй Джей защищала свой титул Чемпионки Див от бывшей чемпионки Кейтлин. В этом матче Лейла, лучшая подруга Кейтлин, предала её, когда спасла Эй Джей от Гарпуна. На Raw от 5 августа Кейтлин билась с Лейлой. Во время матча вышла Эй Джей. Кейтлин на это отвлеклась, а Лейла этим использовалась и сильным ударом ногой вырубила Кейтлин, после чего удержала её до трёх. Сам матч выиграла Эй Джей и сохранила свой титул. На SmackDown! от 9 августа Эй Джей и Биг И Лэнгстон принимали участие в Miz-TV. Во время беседы их прервали Дольф Зигглер и Кейтлин, а затем Миз, как ведущий PPV SummerSlam, назначил матч на PPV SummerSlam смешанный командный матч — Дольф Зигглер и Кейтлин против Эй Джей Ли и Биг И Лэнгстона.

### Роб Ван Дам и Дин Эмброус
На Raw от 12 августа был назначен королевский матч за право боя против Дина Эмброуса за титул Чемпиона Соединённых Штатов WWE на PPV SummerSlam Kickoff. Роб Ван Дам победил в этом матче, выкинув последнего Марка Хенри.. После Батл рояла Роб Ван Дам и Марк Хенри проявили своё уважение друг к другу, после чего Хенри хотел уйти, но тут вышел Щит и попытался атаковать Ван Дама и Хенри. И тут внезапно впервые заиграла музыка Биг Шоу, и тем самым он своё возвращение в компанию за последние два с половиной месяца. Щит просто испугались и ушли. На этом сегмент был окончен. На SmackDown! от 16 августа Щит бились в командном матче 3x3 с Робом Ван Дамом, Биг Шоу и Марком Хенри. В этом матче выиграли фейсы после нокаутирующего панча на Дине Эмброусе от Биг Шоу и Фрог Сплэша от Ван Дама, после чего последний удержал Эмброуса.

### Наталья и Бри Белла
На Raw от 5 августа Наталья разговаривала с Близняшками Белла (Бри и Никки) и Евой Мари и дала Бри пощёчину. В твиттере Наталья бросила вызов Беллам на матч против неё и Марии Менунос при условии, что Никки не будет выступать. Беллы приняли вызов и сказали, что у них не составит проблем найти ей замену. На Raw от 12 августа Джош Мэтьюз брал интервью у Близняшек Белл и Евы Мари. Близняшки сказали, что они главные в женском дивизионе. Позже подошла Наталья и сказала, что Бри Белла может это доказать в их матче на PPV SummerSlam. Бри на это согласилась. Бри Белла сказала, что в её углу будут стоять Никки Белла и Ева Мари. А Наталья добавила, что в её углу будут стоять Наоми и Кэмерон. После чего Бри Белла дала Наталье пощёчину.

## Событие
На Kickoff (PreShow) SummerSlam Пол Хейман сообщил, что матч Брока Леснара против СМ Панка будет без дисквалификаций. После этого Роб Ван Дам победил Дина Эмброуса по дисквалификации после Гарпуна от Романа Рейнса на Ван Даме.
Открывала шоу участница шоу Total Divas — Джо-Джо. Она спела песню «America is Beatiful».
Первым матчем на шоу матч «Ринг в огне» между Кейном и Брэем Уайеттом. В начале матча доминировал Уайетт, но вскоре Кейн смог перехватить инициативу и тогда Эрик Роуэн и Люк Харпер всячески пытались пробраться на ринг, чтобы помочь Брэю. Но когда они близко подходили к рингу, пламя начинало гореть сильнее. После нескольких неудачных спроб Роуэн с Харпером накрили огонь огнеупорной тканью и тем самым смогли пробраться на ринг. После этого они напали на Кейна и начали его избивать. В конце Брэй Уайетт провёл «Большому Красному Монстру» свой финишер «Сестра Эйбигейл» и удержал до трёх. После матча Семья Уайеттов положила голову Кейна на железные ступеньки и ударили его сверху по голове другими ступеньками, после чего ушли, потащив Кейна за собой.
Далее был матч между Коди Роудсом и Дэмиеном Сэндоу. Весь матч инициатива переходила от одного к другому. В конце матча Коди Роудс провёл Сэндоу Кросс Роудс, после чего удержал его до трёх.
После этого состоялся матч между Альберто Дель Рио и Кристианом за титул чемпиона мира в тяжёлом весе. Практически весь матч шел на равных. То Дель Рио доминировал, то Кристиан, но в конце Альберто замкнул на «Капитане Харизме» Кросс Армбрейкер, после чего тот сдался.
Четвёртым был матч див между Натальей и Бри Беллой. В начале матча Наталья и Бри обменялись пощёчинами. После этого Наталья ненадолго захватила инициативу. Она попыталась провести Шарпшутер На Бри Белле, но та успела дотянуться до канатов. Потом Бри смогла перехватить инициативу и держала её почти весь матч. Ближе к концу Наталья провела Бри что-то похоже на Станнер, а затем и Клоузлайн. После этого Наталья замкнула Шарпшутер на Бри Белле. В конце матча Наталья провела Бри Алабама Слэм, а затем снова замкнула Шарпшутер, после чего Бри сдалась.
Закулисами Райбек снова попытался избить какого-то работника, за то, что тот дал ему холодный суп, но не сделал этого, а только вылил работнику в футболку свою еду и целое такое ведро на голову.
После этого состоялся матч «Зверя против Лучшего» — Брок Леснар против СМ Панка. Сразу после начала матча Брок Леснар просто напал на СМ Панка и начал его избивать. Панк пытался как-то отбиться, но у него это не получалось. Вскоре Панк провёл Леснару несколько киков, после чего выбил того с ринга. За рингом Панк взял железные ступеньки и пытался атаковать ними Леснара, но Брок сумел плечом отбить удар на Панка. После этого удара Леснар снова начал доминировать. Затем Леснар дважды кинул Панка через комментаторский стол, а затем взял покрытье того же стола, кинул на Панка и прыгнул изо всей силы. После этого Панк пытался как-то контратаковать, но у него ничего не получалось. Затем Панк попытался провести Леснару Падающий Локоть, Но Брок в прыжке взял Панка и кинул через себя. После этого Панк смог немного перехватить инициативу. Затем «Лучшый в мире» провёл Зверю дважды высоких колена. Третий раз у него не получилось, Леснар попытался сделать Панку свой коронный «F-5», тот среверсировал и вырубил Брока сильным киком. После этого Панк удачно провёл Леснару Падаючий Локоть, сделал удержание, но только до двух. Затем СМ Панк попытался сделать Леснару «Go To Sleep», но тот среверсировал, попытался провести Панку F-5, но тот также среверсировал и снова вырубил Брока сильным киком. Тут Панк снова попытался сделать GTS, но Брок замкнул его в захват «Кимура». Через несколько минут, Леснар вышел за ринг за железным стулом. Когда он возвращался на ринг, Панк с канатов попытался прыгнуть на Леснара, но Брок вовремя подложил стул и Панк лицом ударился об стул. После этого Панк взял тот самый стул и ударил ним дважды. Затем Панк вылез на канаты и сделал Броку Леснару Падаючий Локоть со стулом в руках. После этого Панк ещё раз ударил Леснара стулом. Когда Панк пытался ударить Брока во второй раз, Пол Хейман, который стоял сзади Панка, отобрал у него стол и сказал, что так не честно. Леснар попытался сделать Панку F-5, но тот поймал Хеймана за галстук и начал тянуть. И тогда Панк пустил Хеймана и сделал Леснару GTS. Когда тот попытался удержать Леснара, Хейман вмешался и разбил удержание. После этого Панк замкнул Леснара в свой коронный захват «Анаконда Вайс», но Хейман взял стул, попытался ударить Панка, но тот его остановил, нокаутировал Хеймана и также замкнул его в Анаконду Вайс. Долго Панк захват не продержал, поскольку из-за спины Леснар ударил его железным стулом, а затем и ещё два раза. После этого Брок наконец-то сделал Панку F-5 на стул и удержал его до трёх.
Шестым стал смешанный командный матч между Дольфом Зигглером и Кейтлин против Биг И Лэнгстона и Эй Джей Ли. Начали матч мужчины, но вскоре, они передали эстафету женщинам. Сразу-же Кейтлин начала доминировать над Эй Джей, но последняя, смогла провести кик с разворота. В конце матча эстафету снова получили Дольф и Биг И, после чего Лэнгстон попытался сделать Зигглеру Биг Энд, но Зигглер среверсировал и провёл Лэнгстону Зиг Заг, после чего удержал Биг И до трёх.
После этого за кулисами Фанданго отобрал микрофон у Миза и хотел сказать «ФанДанГо», но Миз вырубил танцора нокаутом.
Главным событьем вечера стал матч за титул чемпиона WWE со специальным приглашённым рефери — Triple H между чемпионом — Джоном Синой и претендентом — Дэниелом Брайаном. Практически целый матч инициатива переходила од одного к другому. Публика сильно поддерживала Брайана и кричала «Cena Sucks». В конце матча Брайан вырубил Сину сильным киком, а затем, когда тот встал, Дэниел снова вырубил Джона сильным ударом колена, после чего удержал его до трёх и стал новым чемпионом WWE, впервые в своей карьере. Когда Дэниел Брайан праздновал победу, заиграла музыка Рэнди Ортона, тот вышел к рингу и показал Дэниелу свой чемоданчик, после чего повернулся и собирался уже уходить, но тут Игрок поворачивает Дэниела Брайана к себе и проводит ему «Педигри». После этого Ортон вышел на ринг дал Игроку свой кейс, намекая на то, что он его хочет закешить. Игрок понял и принял кеш-ин Ортона и начал матч. Ортон удержал Брайана и стал новым чемпионом WWE, в седьмой раз в своей карьере. Таким образом Рэнди Ортон и Triple H совершили хиллтёрн.
На этом PPV SummerSlam закончилось.

## Матчи
| №                                | Матч | Тип матча                                                                                           | Время |
| -------------------------------- | --- | --------------------------------------------------------------------------------------------------- | ----- |
| Axxess                           | Наталья и Мария Менунос победили Еву Мари и Бри Беллу                                                                 | Командный матч тотальных див                                                                        | N/A   |
| Kickoff                          | Роб Ван Дам (с Биг Шоу и Марком Хенри) победил Дина Эмброуса (с Романом Рейнсом и Сетом Роллинсом) по дисквалификации | Одиночный поединок за титул Чемпиона Соединённых Штатов WWE                                         | 13:38 |
| 1                                | Брэй Уайатт (с Эриком Роуэном и Люком Харпером) победил Кейна                                                         | Матч «Ринг в огне»                                                                                  | 08:11 |
| 2                                | Коди Роудс победил Дэмиена Сэндоу                                                                                     | Одиночный матч                                                                                      | 06:36 |
| 3                                | Альберто Дель Рио (с) победил Кристиана по болевому                                                                   | Одиночный матч за титул Чемпиона мира в тяжёлом весе                                                | 12:29 |
| 4                                | Наталья (с Наоми и Кэмерон) победила Бри Беллу (с Евой Мари и Никки Беллой) по болевому                               | Одиночный поединок                                                                                  | 05:17 |
| 5                                | Брок Леснар (с Полом Хейманом) победил СМ Панка                                                                       | Матч без дисквалификаций                                                                            | 25:19 |
| 6                                | Дольф Зигглер и Кейтлин победили Эй Джей Ли и Биг И Лэнгстона                                                         | Смешанный командный матч                                                                            | 06:40 |
| 7                                | Дэниел Брайан победил Джона Сину (с)                                                                                  | Одиночный поединок за титул Чемпиона WWE со специальным судьёй Игроком                              | 26:54 |
| 8                                | Рэнди Ортон победил Дэниела Брайана (с)                                                                               | Одиночный матч за титул Чемпиона WWE по контракту «Money in the Bank» со специальным судьёй Игроком | 00:08 |
| (c) – чемпион на момент поединка | | |       |

## Оценки
Известный рестлинг-критик — Дэйв Мельтцер выставил PPV SummerSlam такие оценки:
- Kickoff; Чемпионство Соединённых Штатов: Дин Эмброус (с) против Роба Ван Дама — 2
- Матч «Ринг в огне»: Кейн против Брэя Уайетта — без оценки
- Коди Роудс против Дэмиена Сэндоу — 2
- Чемпионство мира в тяжёлом весе: Альберто Дель Рио (с) против Кристиана — 3.5
- Наталья против Бри Беллы — 1.25
- Матч без дисквалификаций: Брок Леснар против СМ Панка — 4.5
- Смешанный командный матч: Дольф Зигглер и Кейтлин против Эй Джей Ли и Биг И Лэнгстона — 2
- Чемпионство WWE; специальный рефери — Triple H: Джон Сина (с) против Дэниела Брайана — 4.5

## После шоу
21 августа WWE сообщили на своем официальном сайте, о том, что Семья Уайеттов держит Кейна в плену.
Через день после SummerSlam на RAW Коди Роудс бился с Дэмиеном Сэндоу в матче-реванше. В этом матче, как и на PPV победу одержал Роудс.
На следующем RAW после SummerSlam уже бывший чемпион WWE — Джон Сина сообщил, что ему потребуется операция на локте (из-за травмы полученой на одном из шоу WWE пару недель назад) что его не будет долго. Официальный сайт WWE это подтвердил, написав о том, что Сины не будет от 4 до 6 месяцев.
После SummerSlam стало известно, что концовка матча между СМ Панком и Броком Леснаром была изменена в середине последней недели перед SummerSlam из-за того, что Гробовщик согласился работать с Леснаром на «РестлМании XXX». Руководство WWE пожелало, чтобы Брок подошёл к главному событию года с победой за плечами над предыдущим оппонентом Тейкера.
На следующий день после PPV на RAW Семья Макмэхонов объявила Рэнди Ортона новым «Корпоративным Чемпионом». После этого Стефани Макмэхон вызвала на арену Дэниела Брайана, тот вышел, но на него напали Щит и начали избивать, после чего выкатили Дэниела на ринг и Ортон сделал ему RKO. На SmackDown от 23 августа, во время промо Ортона, на арену вышел Брайан и предложил чемпиону побороться за его титул прямо сейчас. Но Рэнди на это не согласился и сказал, что реванш состоится на Night of Champions. Того же вечера, после матча Брайана против Уэйда Барретта в стальной клетке, Ортон вылез из под ринга и сделал Дэниелу RKO.
Как мы знаем 5 августа на RAW Роб Ван Дам победил чемпиона мира в тяжёлом весе Альберто Дель Рио в не титульном матче, после вмешательства Рикардо Родригеса. После матча Дель Рио сильно избил Родригеса. 19 августа Рикардо вернулся и сказал, что теперь он представляет Роба Ван Дама, за что Дель Рио дважды нападал на последнего на RAW и раз на SmackDown. На следующем RAW Ван Дам победил Альберто. Позднее генеральный менеджер этой арены — Брэд Мэддокс объявил, что Роб заслужил на матч с Дель Рио за титул чемпиона мира в тяжёлом весе и, что этот матч состоится на Night of Champions.
После проигрыша Броку Леснару на SummerSlam СМ Панк продолжил фьюд с Полом Хейманом и с другим его клиентом — Кёртисом Акселем. На RAW от 19 августа, во время промо Панка, вышли Хейман и Аксель и «Лучший в Мире» напал на Кёртиса, выкинул его за ринг и они начали там биться. Хейман только наблюдал с рампы на это зрелище. В этой драке победу одержал Панк после GTS на стальные ступеньки. На следующем SmackDown, после матча Акселя против Коди Роудса, а котором выиграл первый, Кёртис кинул вызов Панку на матч на следующем RAW. Панк принял этот вызов и на следующим RAW состоялся матч Акселя и Панка, с условием, если Панк выигрывает, он будет драться с Полом Хейманом. В этом матче выиграл фейс после GTS. После матча Хейман попытался уйти, но рефери его остановили и не дали ему этого сделать, Панк вышел за ринг и Пол снова попытался сбежать, но тут остановила его уже охрана. Позднее, когда оба были на ринге, уже очнувшийся Аксель напал на Панка, взял меч кэндо и вместе с Хейманом надели на него наручники, после чего начали избивать Панка. После этого "Лучший в Мире" сказал генеральному менеджеру RAW — Брэду Мэддоксу, что он хочет биться с Хейманом, на что Мэддокс ответил, что на Night of Champions Панк будет биться с Полом Хейманом и интерконтинентальным чемпионом Кёртисом Акселем в Гандикап матче на выбывание с условием, если Хейман не захочет принять участие в матче, Панк больше никогда его не увидит.

## Комментарии
1. ↑  Другие участники: Райбек, Джастин Гэбриел, Фанданго, Антонио Сезаро, Тайтус О’Нил, Великий Кали, Джимми Усо, Джей Усо, Тенсай, Бродус Клэй, Хит Слейтер, Дрю Макинтайр, Джиндер Махал, Уэйд Барретт, Даррен Янг, R-Truth, Кофи Кингстон и Джек Сваггер